# Saussurea epilobioides
Saussurea epilobioides là một loài thực vật có hoa trong họ Cúc. Loài này được Maxim. miêu tả khoa học đầu tiên năm 1881.